# Koźlinicze (rejon kowelski)
Koźlinicze  (ukr. Козлиничі) – wieś na Ukrainie w rejonie kowelskim obwodu wołyńskiego.